# Chimbacalle
Chimbacalle ist ein Stadtteil von Quito und eine Parroquia urbana in der Verwaltungszone Eloy Alfaro im Kanton Quito der ecuadorianischen Provinz Pichincha. Die Fläche beträgt etwa 248 ha. Die Einwohnerzahl lag im Jahr 2019 bei 48.678.

## Lage
Die Parroquia Chimbacalle liegt südzentral in Quito 2,5 km südlich vom Stadtzentrum auf einer Höhe von etwa 2840 m. Der Río Machángara fließt westlich von Chimbacalle in nordnordöstlicher Richtung und bildet anschließend die nördliche Verwaltungsgrenze. Nordnordwestlich von Chimbacalle erhebt sich der Hügel El Panecillo. Die Calle Juan Bautista Aguirre verläuft entlang der östlichen Verwaltungsgrenze, die Avenida Ana Paredes de Alfaro entlang der südlichen.
Die Parroquia Chimbacalle grenzt im Norden an die Parroquias Centro Histórico und Itchimbía, im Nordosten an die Parroquia Puengasí, im Südosten und im Süden an die Parroquia La Ferroviaria sowie im Westen an die Parroquia La Magdalena.

## Infrastruktur
In der Parroquia befindet sich das Estadio Chimbacalle. Das Eisenbahnmuseum „Museo del Tren en Chimbacalle“ und das „Museo Interactivo de Ciencia“ (MIC) liegen im Nordwesten des Verwaltungsgebietes.

## Barrios
Die Parroquia Chimbacalle ist in folgende Barrios gegliedert:
- Chimbacalle
- Chiriyacu (außer dem oberen Teil)
- Ciudadela México
- Los Andes
- Luluncoto
- Pío XII
- Unión de Ciudadelas